# تب (فیلم ۱۳۸۱)
تب فیلمی به کارگردانی و نویسندگی رضا کریمی و تهیه‌کنندگی عزت‌الله جامعی ندوشن محصول سال ۱۳۸۱ است. این فیلم در تاریخ ۲۰ مرداد ۱۳۸۱ شروع به فیلم‌برداری شد.

## خلاصه فیلم
مهران فرزند یک خانواده ثروتمند سنتی است که برخلاف میل خانواده‌اش با ترانه که دختری امروزی و آزاد است ازدواج کرده است و به همین دلیل از سوی خانواده‌اش طرد شده است. مهران باخبر می‌شود که پدرش تصمیم دارد برای جراحی قلب به خارج از کشور برود. مهران برای خداحافظی به خانه پدری می‌رود و با رفتار سرد خانواده‌اش (به خصوص پدرش) مواجه می‌شود. پدر نسخه‌ای وصیت‌نامه‌اش را به مهران می‌دهد و تأکید می‌کند به علت سبک زندگی مهران و ازدواجش با ترانه تنها مقداری برای او ارث گذاشته است که بتواند به زندگیش تا حدی سامان بدهد. ترانه مهران را تحقیر می‌کند و به او یادآوری می‌کند که پدرش بین او و سایر فرزندانش تبعیض قائل می‌شود و در نهایت به مهران می‌گوید که باید حق خودش را بگیرد. ترانه که می‌داند پدر شوهرش جواهرات خانوادگی را در گاوصندوق ویلای شمال نگهداری می‌کند بدون اطلاع مهران با نامزد سابقش نادر تماس می‌گیرد تا به ویلای شمال رفته و گاوصندوق را باز کنند. در میانه راه شمال مهران از نقشه ترانه و نادر باخبر می‌شود و با اینکه در ظاهر موافقت می‌کند اما قلباً مایل به این کار نیست و مدام تلاش می‌کند مانع نادر و ترانه شود. با این حال هنگامی که وصیت‌نامه پدر را می‌خواند و متوجه می‌شود که پدرش حقیقتاً او را از ارث محروم کرده است مصمم می‌شود گاوصندوق را بازکرده و حق خود را بگیرد…

## بازیگران
| بازیگر        | نقش       |
| ------------- | --------- |
| امین حیایی    | مهران     |
| لعیا زنگنه    | ترانه     |
| حمید فرخ‌نژاد  | نادر      |
| سعید پورصمیمی | یارمحمد   |
| شیرین بینا    | بی‌بی      |
| حدیث فولادوند | گلخو      |
| فلور نظری     | انسیه     |
| داریوش ارجمند | پدر مهران |

## جشنواره‌ها
فیلم تب در هشتمین دوره جشن خانه سینما در بخش بهترین طراحی هنری (خسرو خورشیدی) کاندیدای دریافت جایزه بود.